# Drepanogynis alternans
Drepanogynis alternans är en fjärilsart som beskrevs av Claude Herbulot 1960. Drepanogynis alternans ingår i släktet Drepanogynis och familjen mätare. Inga underarter finns listade i Catalogue of Life.